# تیم ملی فوتبال آبخاز
تیم ملی فوتبال آبخاز نمایندهٔ آبخاز در مسابقات بین‌المللی است. آنها در فیفا یا یوفا عضو نیستند، بنابراین نمی‌توانند در جام جهانی فوتبال یا جام ملت‌های اروپا شرکت کنند.
آنها در نخستین دورهٔ جام جهانی کونیفا در سال ۲۰۱۴ شرکت کردند و در پایان رتبه‌ی‌هشتم‌را ‌کسب‌کردند.